# Jernej Pikalo

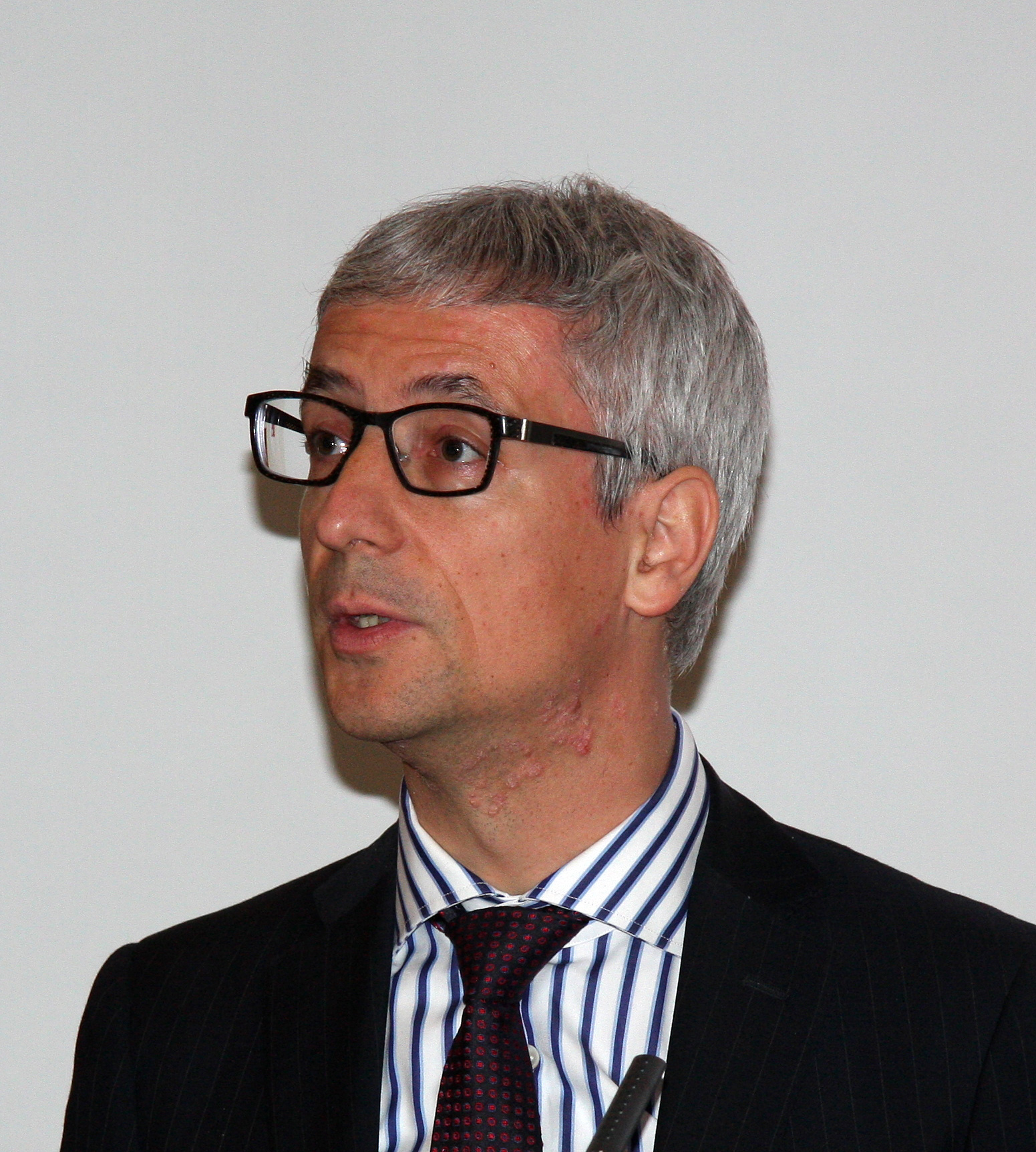
Jernej Pikalo (2013)

Jernej Pikalo (* 30. Mai 1975 in Slovenj Gradec, Jugoslawien, heute Slowenien) ist ein slowenischer Politikwissenschaftler und Politiker (Socialni demokrati).

## Leben
Er studierte an der Sozialwissenschaftlichen Fakultät der Universität Ljubljana, wo er 1998 einen Abschluss im Fach Internationale Beziehungen machte und 2003 im Fach Politikwissenschaft promovierte. Während der Arbeit an seiner Dissertation mit dem Thema: Nationalstaat in Zeiten der Globalisierung – Ist eine kosmopolitische Demokratie möglich? war er Gastwissenschaftler an der University of Warwick. Seit 2008 ist er außerordentlicher Professor an der Universität Ljubljana, daneben ist er ständiger Gastprofessor am European Inter-University Centre for Human Rights and Democratisation in Venedig und an der Wirtschaftshochschule Bifröst in Island.
Er gehörte dem Rundfunkrat von Radio Televizija Slovenija an. Ab März 2013 war er Minister für Bildung, Wissenschaft und Sport in der Regierung von Alenka Bratušek. Seine Amtszeit endete mit der Bildung des Kabinett Cerar im September 2014, in dem Stanka Setnikar Cankar seine Nachfolgerin wurde. Im seit September 2018 amtierenden Kabinett Šarec ist Pikalo erneut Minister für Bildung, Wissenschaft und Sport.

## Veröffentlichungen (Auswahl)
- mit Igor Lukšič: Die "Europäisierung" der Sozialdemokraten, in: Ost-West-Gegeninformationen, Jg. 14.2002, Heft 1, S. 32–36
- mit Aljuš Pertinač und Uroš Tovornik: Eine politische Vertretung von SeniorInnen. Die Demokratische Partei der Pensionisten Sloweniens, in: Ost-West-Gegeninformationen, März 2003, S. 36–39
- Neoliberalna globalizacija in država (Die Neoliberale Globalisierung und der Staat), 2003, ISBN 961-6294-51-2 (slowenisch)
- mit Igor Lukšič: The 2004 EP elections and the party system in Slovenia, in: Rudolf Hrbek (Hrsg.): European parliament elections 2004 in the ten new EU member states. Towards the future European party system, 2005, ISBN 3-8329-1446-3, S. 229–247
- Slowenien in der Europäischen Union, in: Aus Politik und Zeitgeschichte, Heft 46/2006, S. 14–22
- mit Cirila Toplak und Igor Lukšič: Teaching history to political science students. Historiography as part of political process, in: Innovations in education and teaching international (ISSN 1470-3297), Jg. 44.2007, S. 377–386.
- Economic globalisation, globalist stories of the state, and human rights, in: Wolfgang Benedek u. a. (Hrsg.): Economic globalisation and human rights, 2007, ISBN 0-521-87886-1, S. 17–38

ausführliche Bibliographie siehe Bibliographies